# Tuckermanella weberi
Tuckermanella weberi är en lavart som först beskrevs av Essl., och fick sitt nu gällande namn av Essl. Tuckermanella weberi ingår i släktet Tuckermanella och familjen Parmeliaceae.   Inga underarter finns listade i Catalogue of Life.